# Brytyjscy posłowie do Parlamentu Europejskiego 1994–1999
Brytyjscy posłowie IV kadencji do Parlamentu Europejskiego zostali wybrani w wyborach przeprowadzonych 9 czerwca 1994 w okręgach jednomandatowych. W trzech przeprowadzono w trakcie kadencji wybory uzupełniające.

## Lista posłów
Wybrani z listy Partii Pracy (PES)
- Gordon Adam
- Richard Balfe
- Roger Barton
- Angela Billingham
- David Bowe
- Ken Coates (GUE/NGL)
- Kenneth Collins
- Richard Corbett, poseł do PE od 23 grudnia 1996
- Peter Crampton
- Christine Crawley
- Tony Cunningham
- Wayne David
- Alan Donnelly
- Michael Elliott
- Robert Evans
- Alexander Falconer
- Glyn Ford
- Pauline Green
- David Hallam
- Veronica Hardstaff
- Lyndon Harrison
- Mark Hendrick
- Michael Hindley
- Richard Howitt
- Stephen Hughes
- Hugh Kerr (Zieloni)
- Glenys Kinnock
- Alfred Lomas
- David Martin
- Linda McAvan, poseł do PE od 12 maja 1998
- Arlene McCarthy
- Michael McGowan
- Hugh McMahon
- Eryl McNally
- Thomas Megahy
- Bill Miller
- Eluned Morgan
- David Morris
- Simon Murphy
- Clive Needle
- Stan Newens
- Eddie Newman
- Christine Oddy
- Anita Pollack
- Mel Read
- Barry Seal
- Brian Simpson
- Peter Skinner
- Alex Smith
- Shaun Spiers
- Michael Tappin
- David Thomas
- Gary Titley
- John Tomlinson
- Carole Tongue
- Peter Truscott
- Susan Waddington
- Mark Watts
- Ian White
- Phillip Whitehead
- Joe Wilson
- Terry Wynn

Wybrani z listy Partii Konserwatywnej (EPP)
- Bryan Cassidy
- Giles Chichester
- John Corrie
- Brendan Donnelly
- James Elles
- Caroline Jackson
- Edward Kellett-Bowman
- Graham Mather
- Anne McIntosh
- Edward McMillan-Scott
- James Moorhouse (ELDR)
- Roy Perry
- Henry Plumb, baron Plumb
- James Provan
- Tom Spencer
- John Stevens
- Jack Stewart-Clark
- Robert Sturdy

Wybrani z listy Liberalnych Demokratów (ELDR)
- Robin Teverson, baron Teverson
- Graham Watson

Wybrani z listy Szkockiej Partii Narodowej (Europ. Sojusz Rad.)
- Ian Hudghton, poseł do PE od 30 listopada 1998
- Winnie Ewing

Wybrany z listy Ulsterskiej Partii Unionistycznej (Niezal. na rzecz Europy Narodów)
- Jim Nicholson

Wybrany z listy SDLP (PES)
- John Hume

Wybrany z listy Demokratycznej Partii Unionistycznej (Niez.)
- Ian Paisley

Byli posłowie IV kadencji do PE
- Kenneth Stewart (LP), do 2 września 1996, zgon
- Norman West (LP), do 31 marca 1998
- Allan Macartney (SNP), do 25 sierpnia 1998, zgon